# Granata
Granata je artilerijski naboj, ki je sestavljen iz kovinskega ovoja, eksplozivne polnitve, vžigalnika in glave naboja.

## Vrste granat

### Navadne
- trenutna granata
- rušilna granata
- tempirana granata
- šrapnelna granata
- kartačna granata
- prebojna granata
- podkalibrska granata
- kumulativna granata

### Posebne
- kemična granata
- dimna granata
- zažigalna granata
- propagandna granata
- osvetljevalna granata